# Platyna rodzima
Platyna rodzima – rzadki minerał zawierający głównie platynę.
Platyna rodzima zawiera zanieczyszczenia metaliczne: żelazo, rod, pallad, ruten, osm oraz iryd. Identyfikacja zanieczyszczeń platyny rodzimej doprowadziła do odkrycia rodu, palladu, osmu i irydu.
Tworzy blaszki lub grudki. Srebrzysto-szara, metaliczna, kowalna, występuje w złożach skał magmowych z oliwinem i chromitem oraz w piaskach.